# Represa de Bargi
A represa de Bargi é uma barragem no rio Narmada, no norte da Índia, estado de Madia Pradexe, Índia. Foi inaugurada em 1988 e tem 69&nbp;m de altura.